# 本栖湖

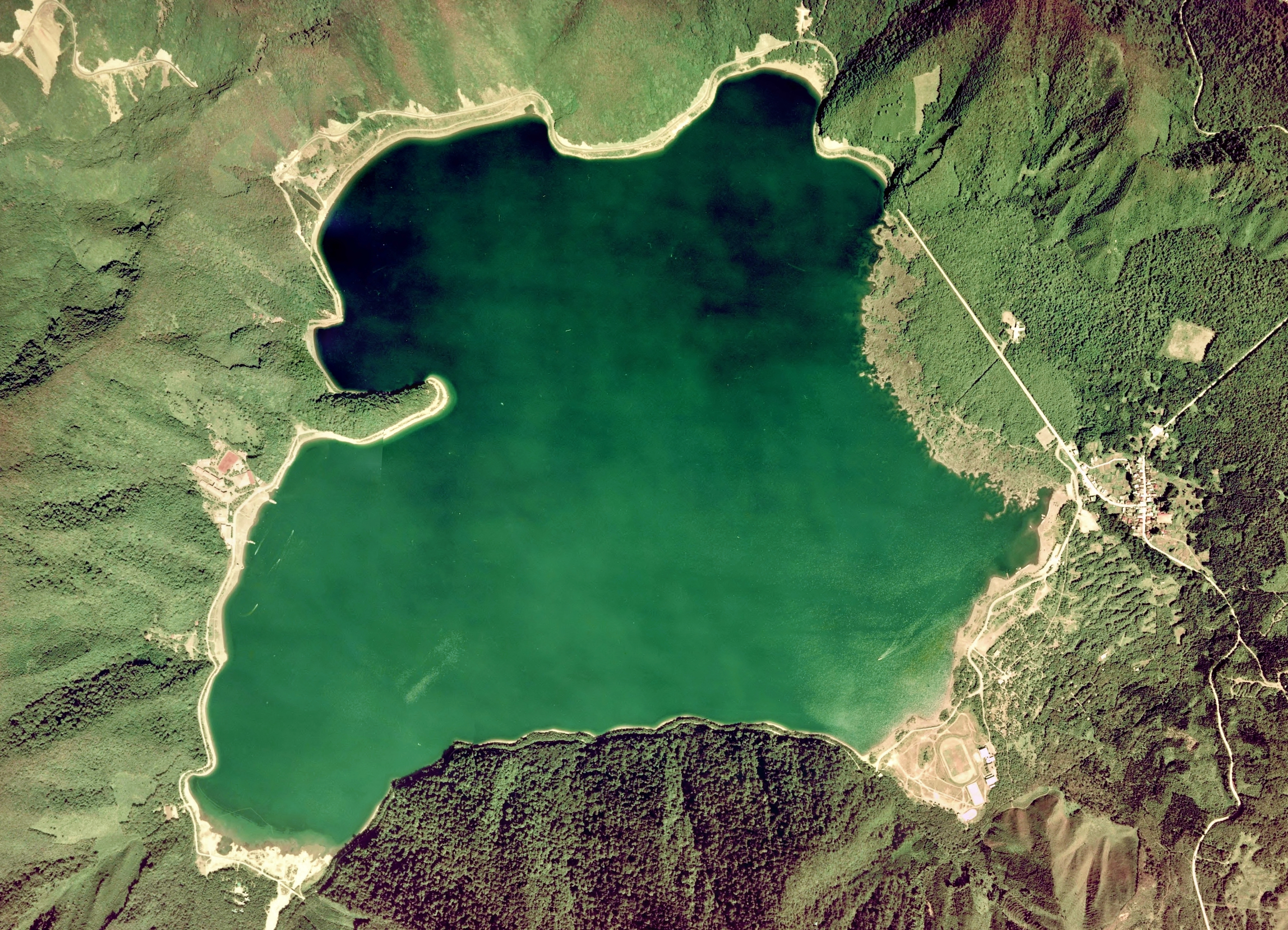
本栖湖の空中写真（1975年撮影）。。

本栖湖（もとすこ）は、山梨県南都留郡富士河口湖町と南巨摩郡身延町にまたがる湖。富士山の北西山麓にあり、富士五湖の一つで、最西端に位置する。最大水深121.6mは、富士五湖の中で最も深い。
千円紙幣E号券、五千円紙幣D号券の裏面に描かれる逆さ富士の図案に用いられている。
「富士山-信仰の対象と芸術の源泉」の「富士山域」の一部として世界文化遺産の構成要素に含まれている。

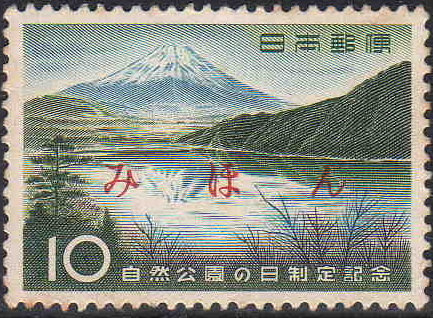
1959年に発行された自然公園の日制定記念切手

## 地理

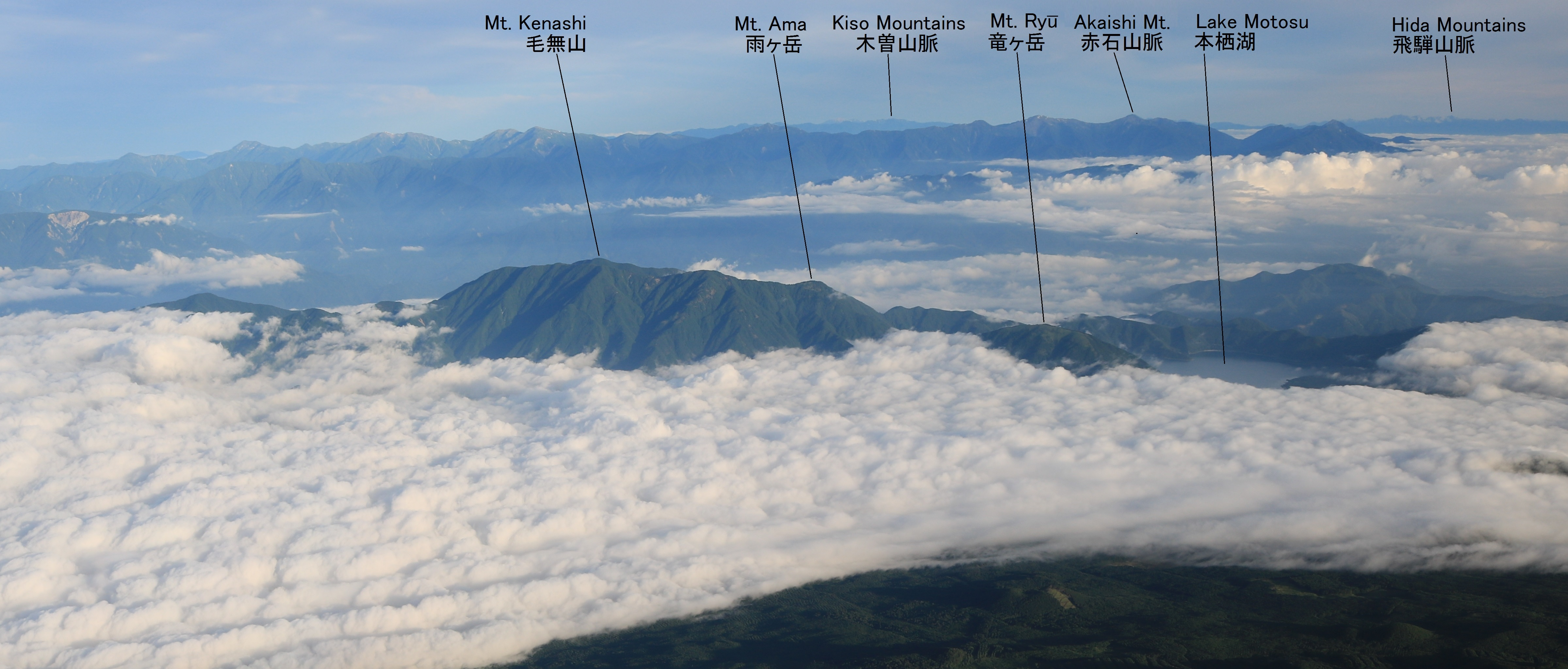
富士山から望む雲海に浮かぶ天子山地、左から毛無山、雨ヶ岳、竜ヶ岳、本栖湖。遠景は赤石山脈。

東岸は富士河口湖町、西岸は身延町に属するが、湖面は境界未定である。上九一色村（現・甲府市および富士河口湖町）では、湖面全てが村に属すると主張していた。面積は4.70km2で、富士五湖では山中湖、河口湖に続き3番目の大きさである。富士箱根伊豆国立公園の特別地域内にある。
主要な流入河川は南西部の川尻川のみである。流出河川はないが、同じ富士五湖の西湖や精進湖とは透水性が高いスコリア層などを通して地下水が行き来しているとみられる。湖面の標高は901mで、降雨などがあっても水位がほぼ連動して変化する。これは、3湖が平安時代初期まで剗の海と呼ばれた一つの湖で、富士山の延暦19-21年（800〜802年）噴火による溶岩流で本栖湖が分かれ、さらに貞観大噴火（864年）で残った部分が西湖と精進湖に分断されたためである。
こうした地理的条件や歴史から、火山灰などの湖底堆積物から富士山の噴火史を推測する研究・分析の対象となっている
本栖湖と西湖の間で、溶岩流の上に形成された森林が今日の青木が原樹海である。なお、この三湖及び流入河川は海に面していない内陸県各県では唯一の二級水系となっている。
湖岸のうち、富士河口湖町側は「本栖」地区、身延町側は「中ノ倉」および「釜額」地区に属するが、身延町側には人家はほとんどない。2024年10月1日時点の本栖地区の人口は123人。

### 透明度
湖水の透明度は、『理科年表』平成24年 85冊では 11.2m が採用されている。季節変動があり、最小値はプランクトンの増加する7月、最大値は9月、従って調査を行った時期と組織により異なった値が示されている。しかし、好条件であれば、20mを超える透明度を観測することもあり、本州では実質的に最高透明度の湖であるが、栄養塩類の増加に伴い透明度が低下しているとされている。
近年では水の透明度が低下していたが、2001年から毎年6月の第一土曜日に本栖湖クリーンアップを開催。2006年3月から水上オートバイやモーターボート等の動力船の使用を禁止するなど水質が綺麗になってきている。

## 観光
2013年（平成25年）6月22日、「富士山-信仰の対象と芸術の源泉」の構成資産（富士山域）の一つとして、世界文化遺産に登録された。日本の世界文化遺産としては13箇所目。
ウィンドサーフィンが盛んで、夏季には多くのウィンドサーファーが訪れる。風光明媚なため湖畔周辺にはホテルや企業の研修所が並ぶほか、レジャーの場として活用されている。観光船による遊覧や、ブラウントラウトやニジマスなどを狙うフィッシングも盛ん。ヒメマスの釣り場としても知られる。静岡大学教育学部附属静岡中学校の生徒・教員が毎年7月に、湖畔でキャンプを行う。
- 本栖湖遊覧船の「もぐらん」
- 同船の船室。強化ガラスを通じ、湖底が観察できる

また、周辺には富士急行の子会社である株式会社ピカによって運営される「富士本栖湖リゾート」があり、英国式庭園ピーターラビットイングリッシュガーデンや富士芝桜まつり等が楽しめる。

## 魚類と外来魚問題
前述のヒメマス、ニジマス、ブラウントラウトのほか鯉、オイカワ、ウナギ、ワカサギなどが棲息している。
外来生物法の特定外来生物であるコクチバス、オオクチバスが1990年代に密放流され、在来生態系への影響が懸念されていたが、1997年から地元漁協や山梨県による駆除活動の結果 2004年以降 2012年まで確認情報が無いことからコクチバスに関しては根絶されたと考えられる。オオクチバスに関しては2014年時点も生息している。
本栖湖ならではの釣り魚種として人気が高いヒメマスは釣果が近年不振で、遊漁料を払ってヒメマスを狙う釣り客は2017年の約1700人から、2023年は436人と四分の一近くに減った。水産庁が1960年代に中禅寺湖（栃木県）に導入した北米原産の大型魚食魚レイクトラウトが2022年11月に本栖湖で釣り上げられたことから、密放流されてヒメマスを食害していると推測され、その後に山梨県水産技術センターが行なった網漁で多数のレイクトラウトが捕獲され、胃の内容物からヒメマスが確認された。山梨県庁は2022年12月、レイクトラウトの県内河川・湖沼での拡散を防ぐため、放流や生きたままでの持ち出しを禁止。本栖湖漁協は、ヒメマスでも捕食されにくい成魚に育ててからの放流に切り替えたが不漁は続き、2024年秋は釣り解禁を見送った。山梨県庁は、レイクトラウトに発信器を取り付けて産卵水域の特定を図るなど、駆除に向けて取り組んでいる。
レイクトラウトは日本全体でも産業管理外来種に指定されており、中禅寺湖のレイクトラウトは福島第一原子力発電所事故による放射性物質汚染の影響で2012年以降持ち出しが一切禁止され、体内の汚染濃度が減衰したため2023年4月に全面解除される予定だった。。しかし、本栖湖でも個体が確認されたことから、栃木県内水面漁場管理委員会はレイクトラウトの生きた状態での持ち出しを2023年3月に禁止した。

## その他
1966年から2001年まで、全国モーターボート競走会連合会（現:日本モーターボート競走会）が運営する本栖研修所や競艇の育成センターがあり、湖面を使って練習が行われていた（2001年以降は福岡県柳川市に「やまと競艇学校（現:ボートレーサー養成所）」として移転）。競艇界では「本栖」という言葉が、やまと移転前の競艇研修所のことを指す隠語として使われていた。
1973年の東宝怪獣映画『ゴジラ対メガロ』で、冒頭のイルカの乗り物のシーンが撮影された。渦巻く湖と怪しい光と干上がる湖は特撮である。

## ギャラリー

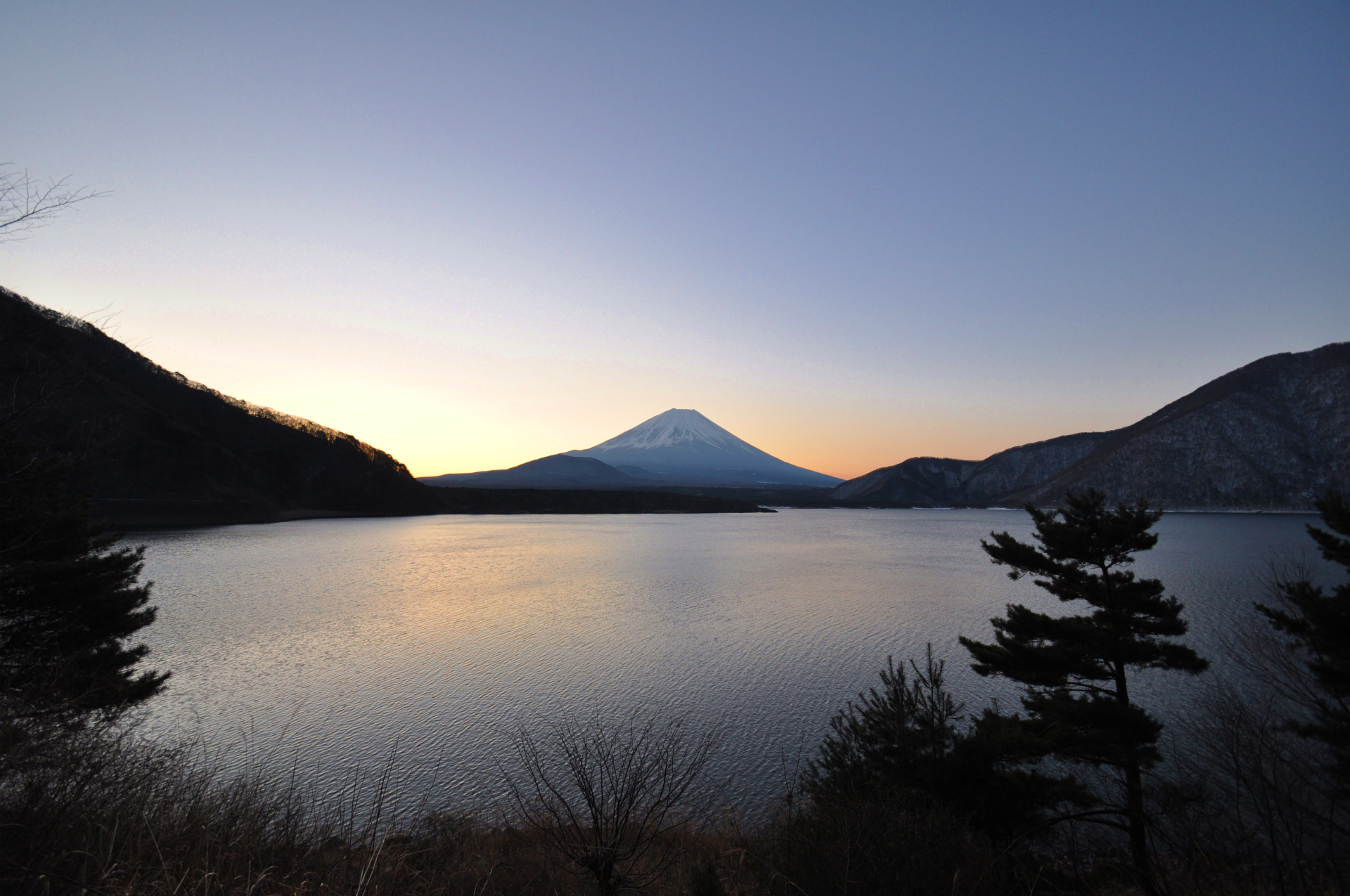
夜明け前の本栖湖
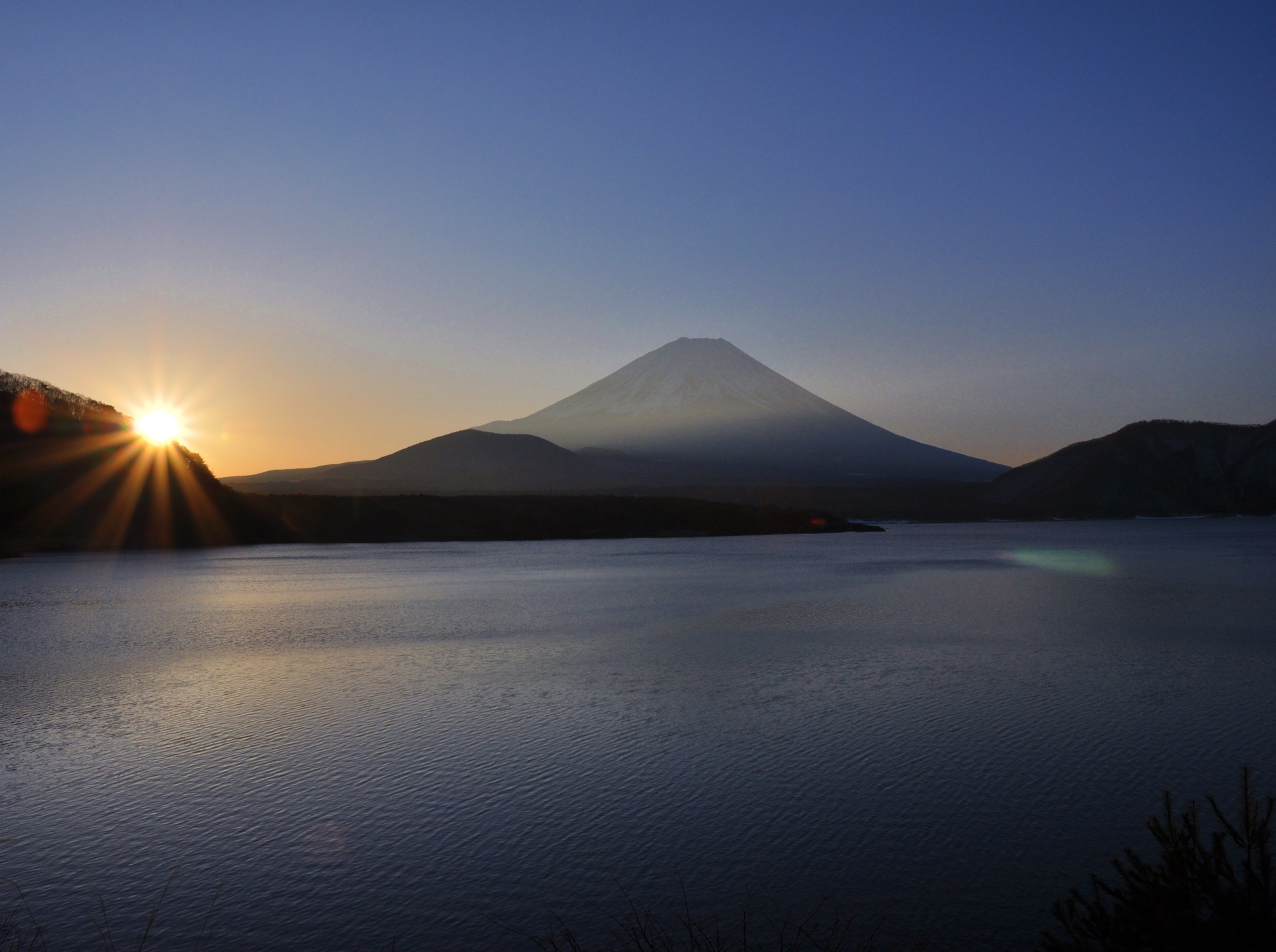
本栖湖の日の出
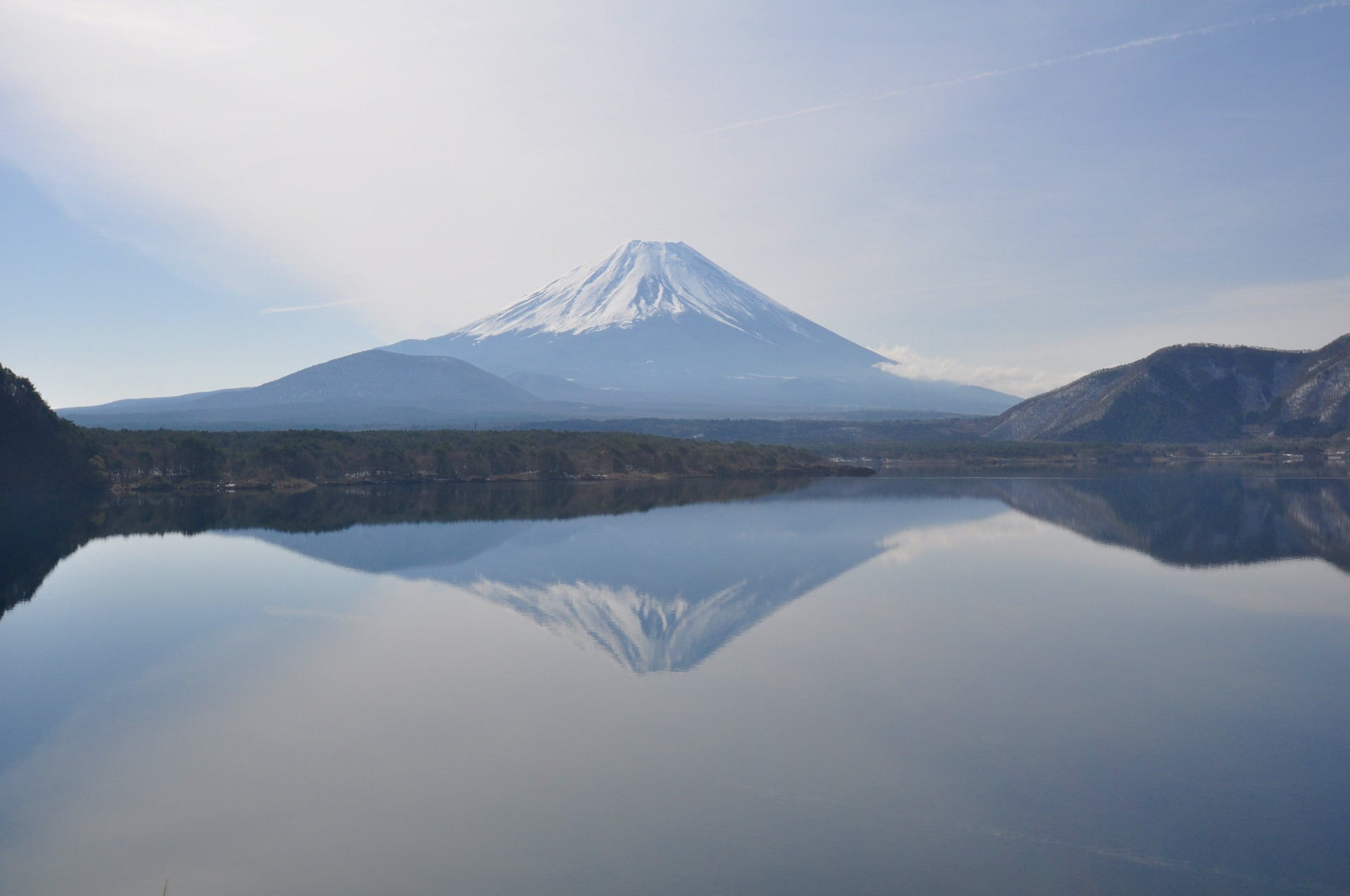
逆さ富士
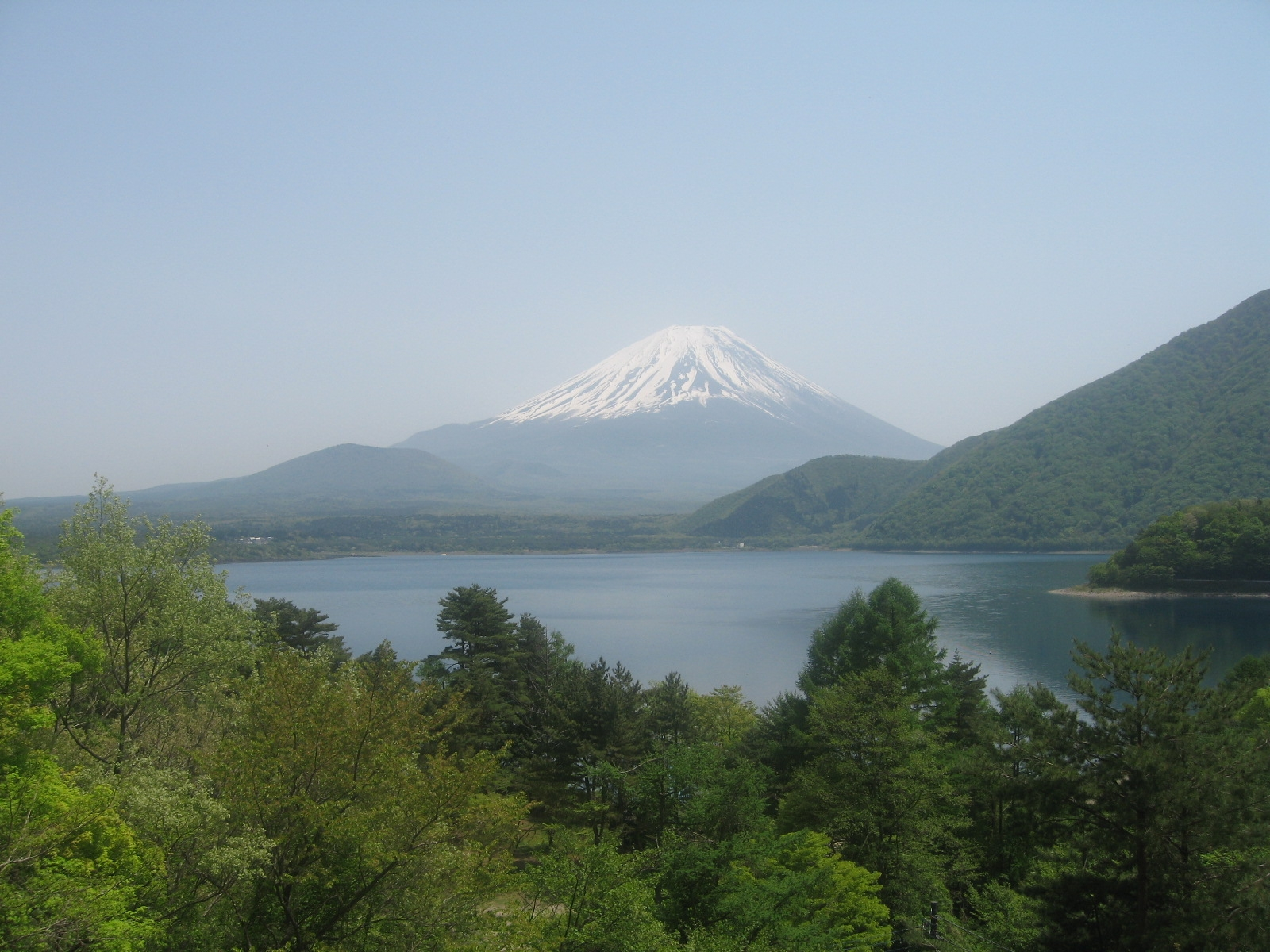
本栖湖
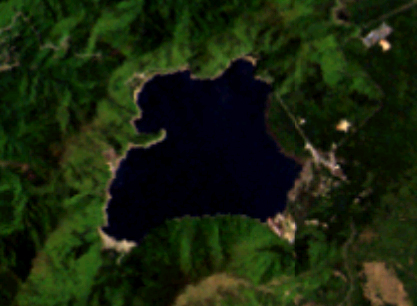
本栖湖のランドサット画像
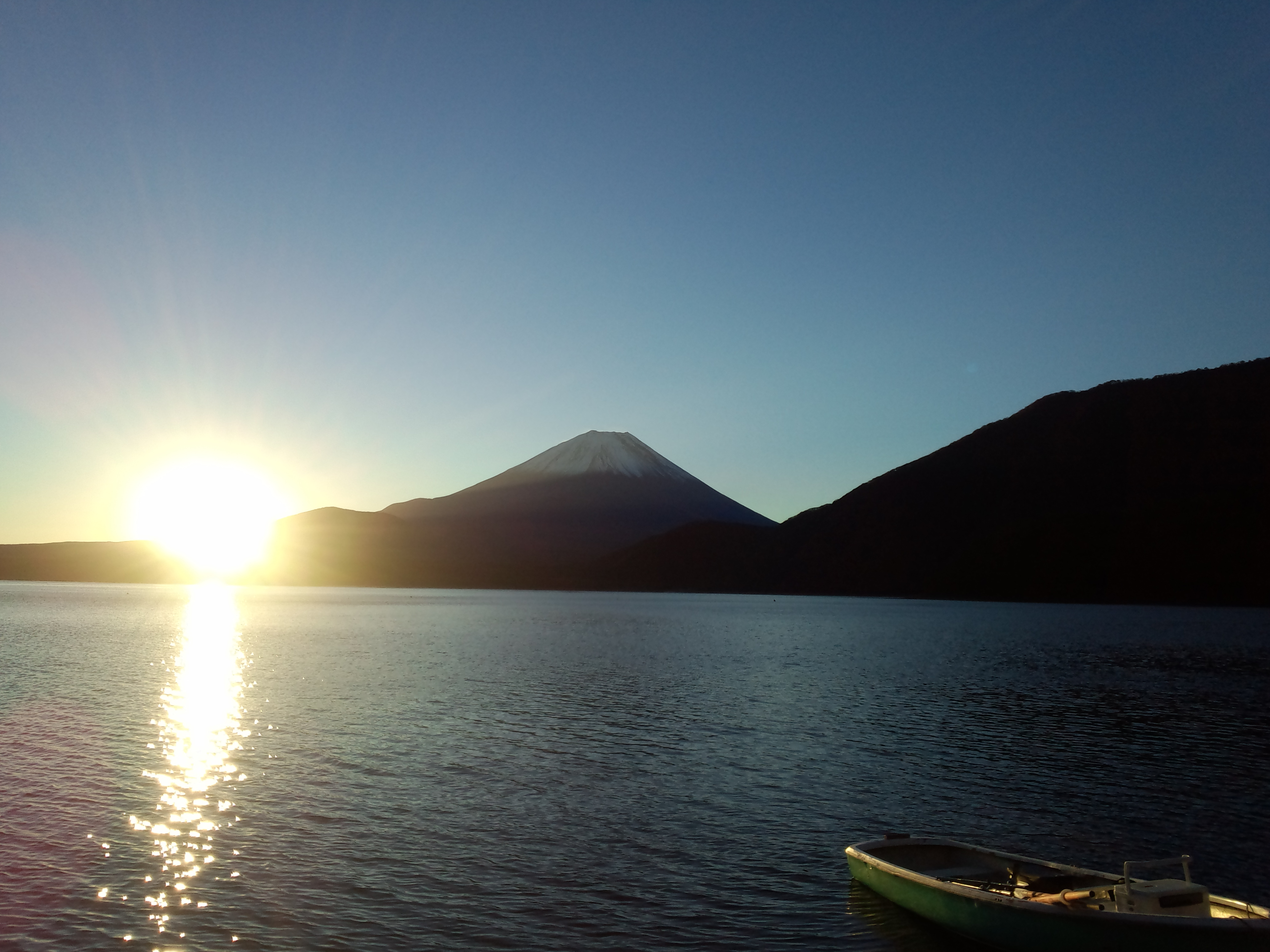
本栖湖北岸からの日の出
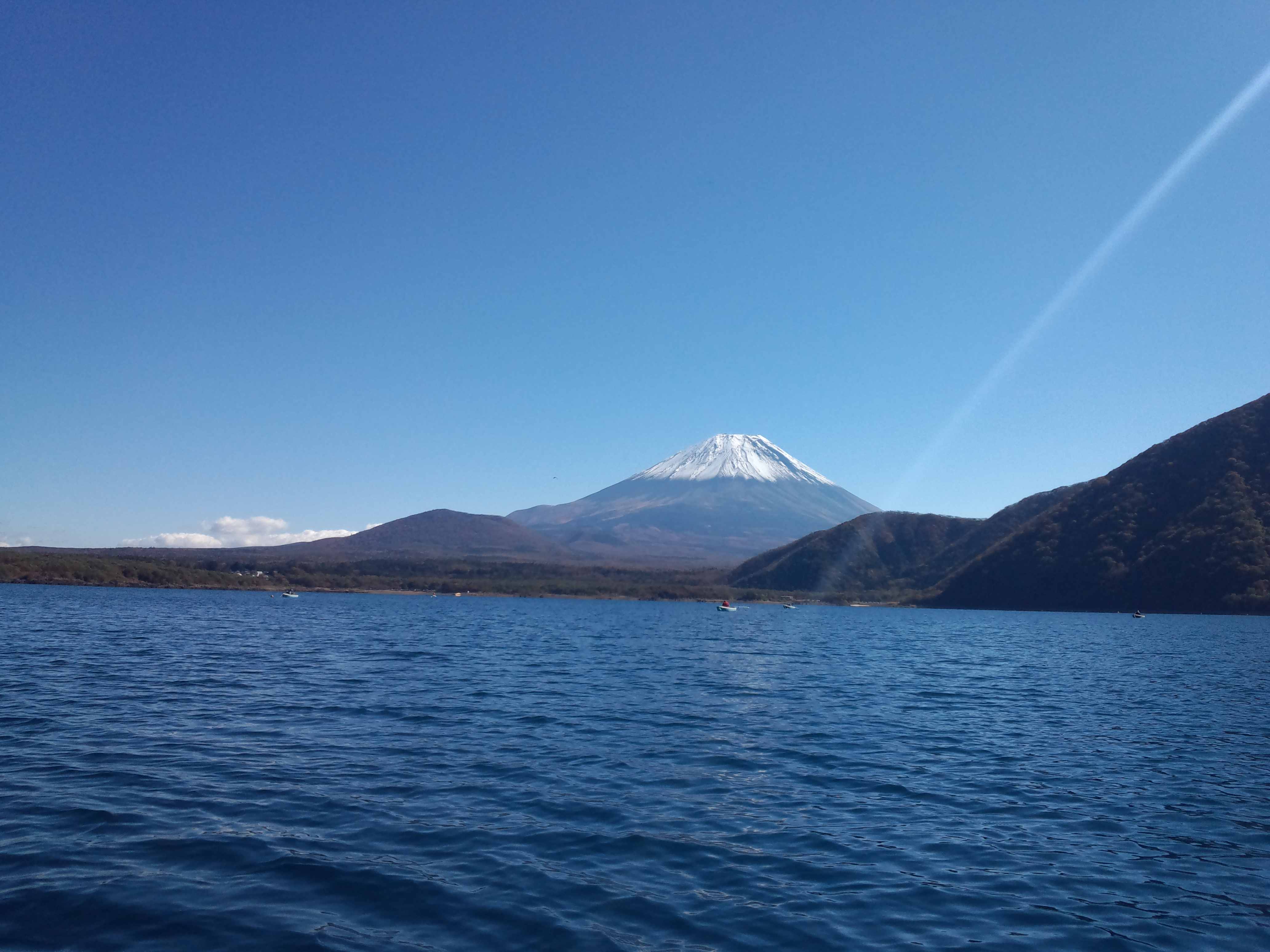
ボート上からの富士山
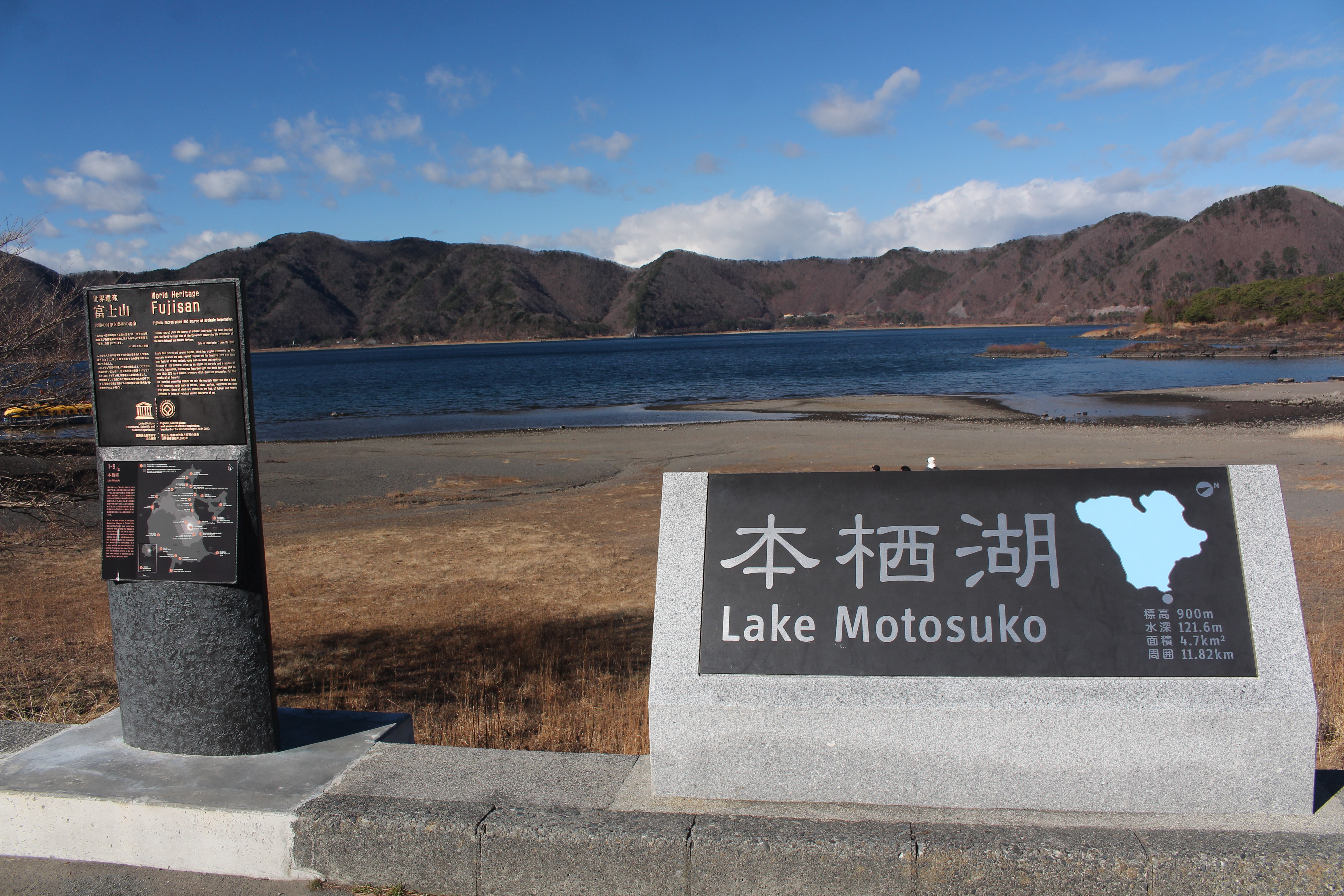
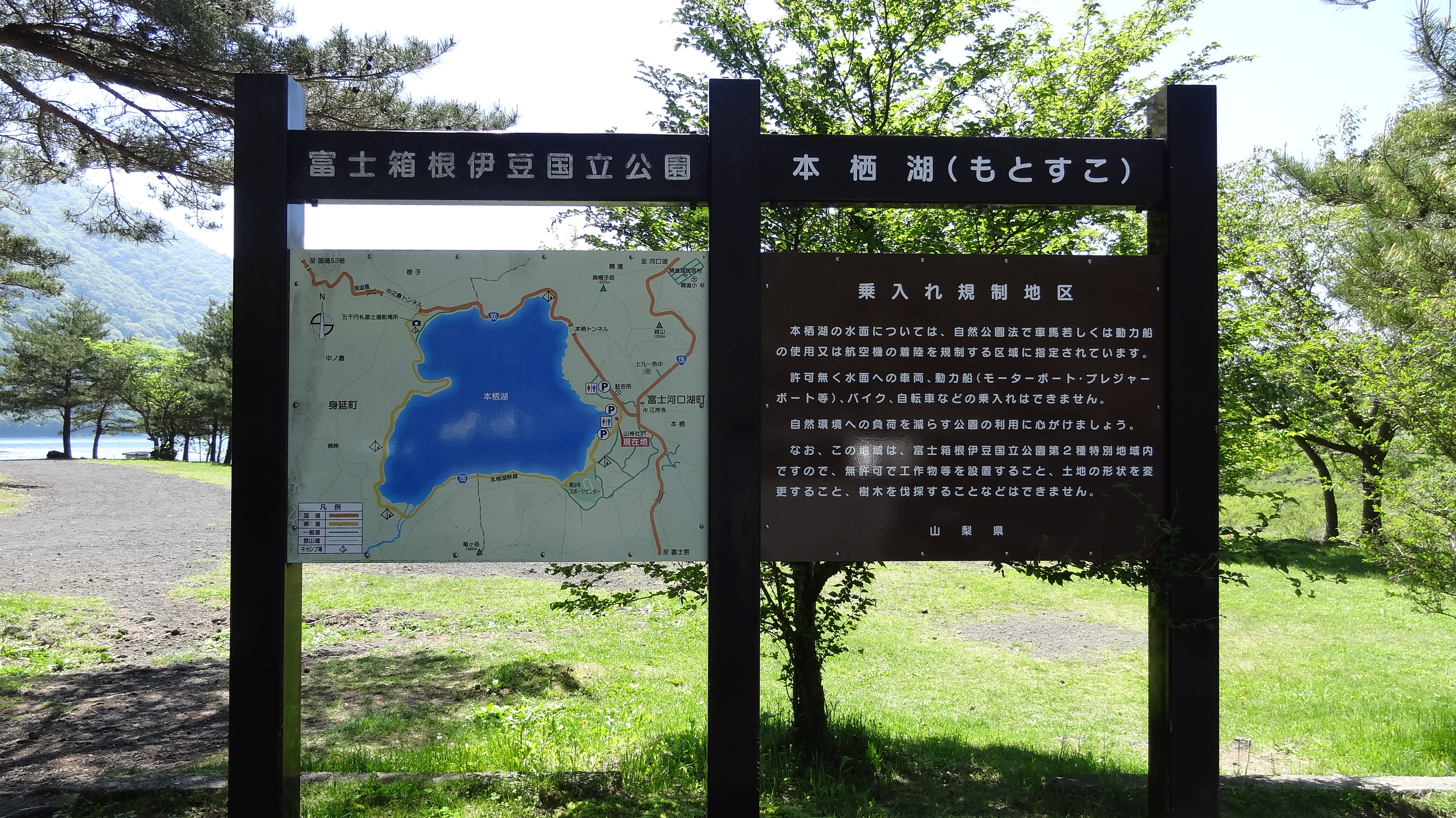
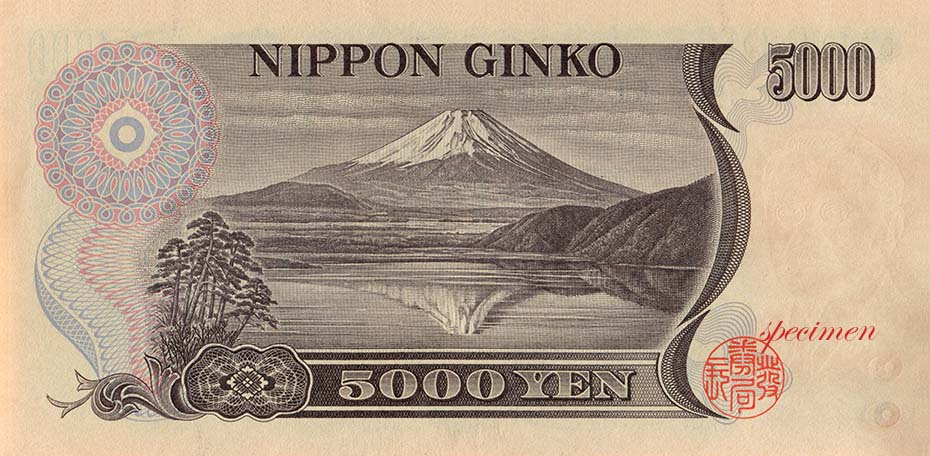
五千円紙幣D号券の裏面